# Dead Kennedys
Dead Kennedys – amerykański zespół grający hardcore punk powstały w czerwcu 1978 roku w San Francisco.

## Historia
Zespół został założony przez gitarzystę East Bay Raya, wokalistę Jello Biafrę, basistę Klausa Flouride’a i perkusistę 6025. W tym składzie zarejestrowali swoje pierwsze nagrania. Na początku lipca do zespołu dołączył bardziej doświadczony perkusista Ted, a 6025 przerzucił się z perkusji na gitarę. Swój debiutancki koncert Dead Kennedys zagrali 19 lipca 1978 roku w Mabuhay Gardens w San Francisco w Kalifornii.
W tym czasie zaczęli regularnie występować w miejscowych klubach. Z powodu prowokującej nazwy, czasami zmuszeni byli grać pod innymi np. Sharks, Creamsicles albo Pink Twinkies. Wbrew powszechnym opiniom, nazwa zespołu nie miała na celu obrazy czci zmarłych braci Kennedy, tylko jak twierdził Biafra: to bring attention to the end of the American Dream.
W marcu 1979 roku 6025 opuścił Dead Kennedys, natomiast czerwcu został wydany pierwszy singel zespołu pt. California Über Alles. Zagrali wówczas dobrze przyjętą mini-trasę.
25 marca 1980 roku zostali zaproszeni na imprezę do Bay Area Music Awards, gdzie znajdowało się dużo ważnych osobistości muzycznego biznesu. Swoim występem mieli nadać wydarzeniu, w słowach organizatorów, trochę „nowofalowej wiarygodności”. Na ich prośbę przygotowali utwór California Über Alles. Muzycy przybyli na imprezę ubrani w białe koszule z namalowaną dużą literą „S” na przodzie. Kiedy zabrzmiały pierwsze takty California Über Alles, Biafra w typowym dla siebie prowokującym stylu krzyknął: Hold it! We’ve gotta prove that we’re adults now. We’re not a punk rock band, we’re a new wave band. Wtedy członkowie zespołu wyciągnęli zza pleców czarne krawaty, co w efekcie tworzyło znak dolara $, i zaczęli grać drugą piosenkę Pull My Strings, wyrażającą ostry satyryczny atak na przemysł muzyczny i zawierającą m.in. wers Is my cock big enough, is my brain small enough, for you to make me a star? Utwór ten nigdy nie został nagrany w studiu, tylko w formie z tego występu trafił na płytę Give Me Convenience or Give Me Death (składającej się głównie z singli), która została wydana już po rozpadzie zespołu. To był pierwszy i ostatni ich udział w tego typu imprezach.
Wiosną 1980 nagrali i wydali drugi singel Holiday in Cambodia, a pod koniec tego samego roku ukazał się debiutancki album Fresh Fruit for Rotting Vegetables. W styczniu 1981 perkusista Ted oświadczył, że odchodzi z zespołu. Miał zamiar poświęcić się swojej innej pasji: architekturze. Ostatni koncert zagrał z zespołem miesiąc później. Na jego miejsce przyszedł czarnoskóry D.H. Peligro.
W tym czasie zespół dostał propozycję współpracy z dużą firmą Polydor Records. East Bay Ray próbował nakłonić Biafrę do podpisania kontraktu. Sceptyczny Biafra wyraził swój sprzeciw i zagroził, że opuści grupę, jeśli reszta podpisze umowę. Niewiele później pracownicy Polydor Records sami zrezygnowali z pomysłu na kontrakt, gdy usłyszeli tytuł nowego singla Dead Kennedys: Too Drunk to Fuck, który ukazał się w maju 1981 roku nakładem firmy Cherry Red. Tytułowa piosenka wywołała zamieszanie w Wielkiej Brytanii, ponieważ ludzie z BBC bali się, że niecenzuralny singel sięgnie pierwszej 30. na liście przebojów „Top 30", a to wymagałoby wzmianki o tym w telewizyjnym programie Top of the Pops. Utwór zatrzymał się jednak na 31. miejscu.
EPka In God We Trust, Inc. z 1981 roku z okładką przedstawiającą Jezusa przybitego do krzyża z banknotów i album Plastic Surgery Disasters z 1982 roku pokazały rozwój zespołu na polu muzycznym. Oba albumy ukazały się już w barwach Alternative Tentacles – wytwórni utworzonej przez Biafrę. Zespół w tym czasie zjeździł całe USA, odwiedził Europę i Australię. W czasie występów w Europie powstał koncertowy album A Skateboard Party.
Wydaniu następnego albumu pt. Frankenchrist w 1985 roku towarzyszył skandal, ponieważ załączono do niego w formie plakatu obraz szwajcarskiego artysty H. R. Gigera „Penis Landscape”. Cała afera zaczęła się od tego, że w jednym z muzycznych sklepów w Los Angeles nastoletnia dziewczyna nabyła egzemplarz płyty, a jej rodzice złożyli pisemne doniesienie na zespół do prokuratora stanowego. Biafra i wszyscy jego współpracownicy zostali oskarżeni o obsceniczność i o szerzenie pornografii. Po procesie ciągnącym się latami ostatecznie zapadł wyrok uniewinniający.
W styczniu 1986 muzycy Dead Kennedys zdecydowali zakończyć swoją działalność. Ostatni koncert zagrali 21 lutego. Latem nagrali jeszcze album pt. Bedtime for Democracy, który ukazał się w listopadzie. W grudniu ogłosili koniec współpracy.
Po rozpadzie zespołu Biafra rozpoczął karierę solową, współpracując z innymi wykonawcami (m.in. D.O.A., Nomeansno, Lard) oraz wydając płyty z przemówieniami na tematy polityczne i społeczne. Ray, Flouride i Peligro również zajęli się swoimi solowymi projektami.
W 2001 roku po wygranym procesie sądowym z J. Biafrą, dotyczącym honorariów i praw do nagrań zespołu, pozostali członkowie grupy zdecydowali wznowić działalność, wokalistę zastąpił Brandon Cruz. W takim składzie zespół zawitał m.in. do Polski (Kraków, 2002). W 2003 wokalistą został Jeff Penalty. Biafra odciął się od reaktywowanego zespołu, określając go jako: the world’s greediest karaoke band.

## Skład
- Jello Biafra – wokal (1978–1986)
- East Bay Ray – gitara (1978–1986, od 2001)
- Klaus Flouride – gitara basowa (1978–1986, od 2001)
- Ted – perkusja (1978–1981)
- 6025 – gitara (1978–1979)
- D.H. Peligro – perkusja (1981–1986, od 2001)
- Brandon Cruz – wokal (2001–2003)
- Jeff Penalty – wokal (od 2003–2008)

## Dyskografia
Albumy studyjne
- Fresh Fruit for Rotting Vegetables (IRS 1980)
- In God We Trust, Inc. (Alternative Tentacles 1981)
- Plastic Surgery Disasters (Alternative Tentacles 1982)
- Frankenchrist (Alternative Tentacles 1985)
- Bedtime for Democracy (Alternative Tentacles 1986)

Single

## Wideografia
- DMPO's On Brodway (Cherry Red 2000)
- The Eary Years Live (Wienerworld 2001)
- In God We Trust INC – The Lost Tapes (Decey Music)